# 梁富亮
梁富亮（1983年1月—），广西南宁人，中国男子竞技体操运动员。他曾获得2006年和2007年世界竞技体操锦标赛男子团体冠军。他也参加了2002年和2006年两届亚洲运动会，共收获两枚金牌和两枚银牌。